# Greg Parham II
Greg Parham II (nacido el 8 de enero de 1999 en Richmond (Virginia), Estados Unidos) es un jugador de baloncesto de nacionalidad estadounidense. Con 1,91 de estatura, juega en la posición de escolta. Actualmente es jugador del Oviedo Club Baloncesto de la Primera FEB.

## Trayectoria
Parham II es un escolta formado en el Monacan High School de su ciudad natal hasta 2017, cuando ingresó en el Virginia Military Institute, Instituto Militar de Virginia, situado en Lexington, en el estado de Virginia donde jugaría durante cuatro temporadas la NCAA con los VMI Keydets, desde 2017 a 2021.
Tras una temporada en blanco, en la temporada 2022-23 defiende los colores de la Universidad del Sur de Alabama, situada en Mobile, Alabama, donde jugaría la NCAA con los South Alabama Jaguars.
Tras no ser drafteado en 2023, firma por el BC Kavkasia de la liga de baloncesto de Georgia.
En la temporada 2024-25, firma por el Club Atlético Queluz de la Liga Portuguesa de Basquetebol, en la que promedió 20.3 puntos; 4.2 rebotes y 5.1 asistencias por partido.
El 25 de julio de 2025, firma por el Oviedo Club Baloncesto de la Primera FEB.